# فرودگاه پاین ولی
 فرودگاه پاین ولی (به انگلیسی: Pine Valley Airport) یک فرودگاه خصوصی است که یک باند فرود شن و خاک دارد و طول باند آن ۶۰۹ متر است. این فرودگاه در کشور ایالات متحده آمریکا قرار دارد و در ارتفاع ۷۸۵ متری از سطح دریا واقع شده است.